# Cottage Grove (Tennessee)
Cottage Grove – miasto w Stanach Zjednoczonych, w stanie Tennessee, w hrabstwie Henry.